# Rata gegant de Vangunu
La rata gegant de Vangunu (Uromys vika) és una espècie de mamífer rosegador de la família dels múrids. És endèmica de l'illa de Vangunu (Salomó), on viu a altituds d'entre 20 i 400 msnm. Es creu que s'alimenta de núcules de closca dura i, probablement, fruita. El seu hàbitat natural són els boscos. Es troba en perill crític per la desforestació. El nom específic vika reprèn el nom de l'animal en llengua vangunu, l'idioma propi de l'illa que habita.